# ميكسي
ميكسي (باليابانية: ミクシィ، ميكشي، تكتب على شكل mixi) هي خدمة شبكة اجتماعية يابانية. أسست سنة 2004 وهي مملوكة لشركة ميكسي (TYO: 2121). في مايو 2008، بلغ مستخدمي ميكسي مايزيد عن 21.6 مليون مستخدم. أسست شركة ميكسي من قبل كينجي كاساهارا ‏ عام 1999 كشركة محدود المسؤولية وأصبحت شركة يابانية سنة 2000. غيرت الشركة اسمها لميكسي، من شركة إي-ميركري. في فبراير 2006 لمحاذا اسمها مع خدمة الشبكة الإجتماعية. يقع مقرها في شيبويا، طوكيو.

## نظرة عامة

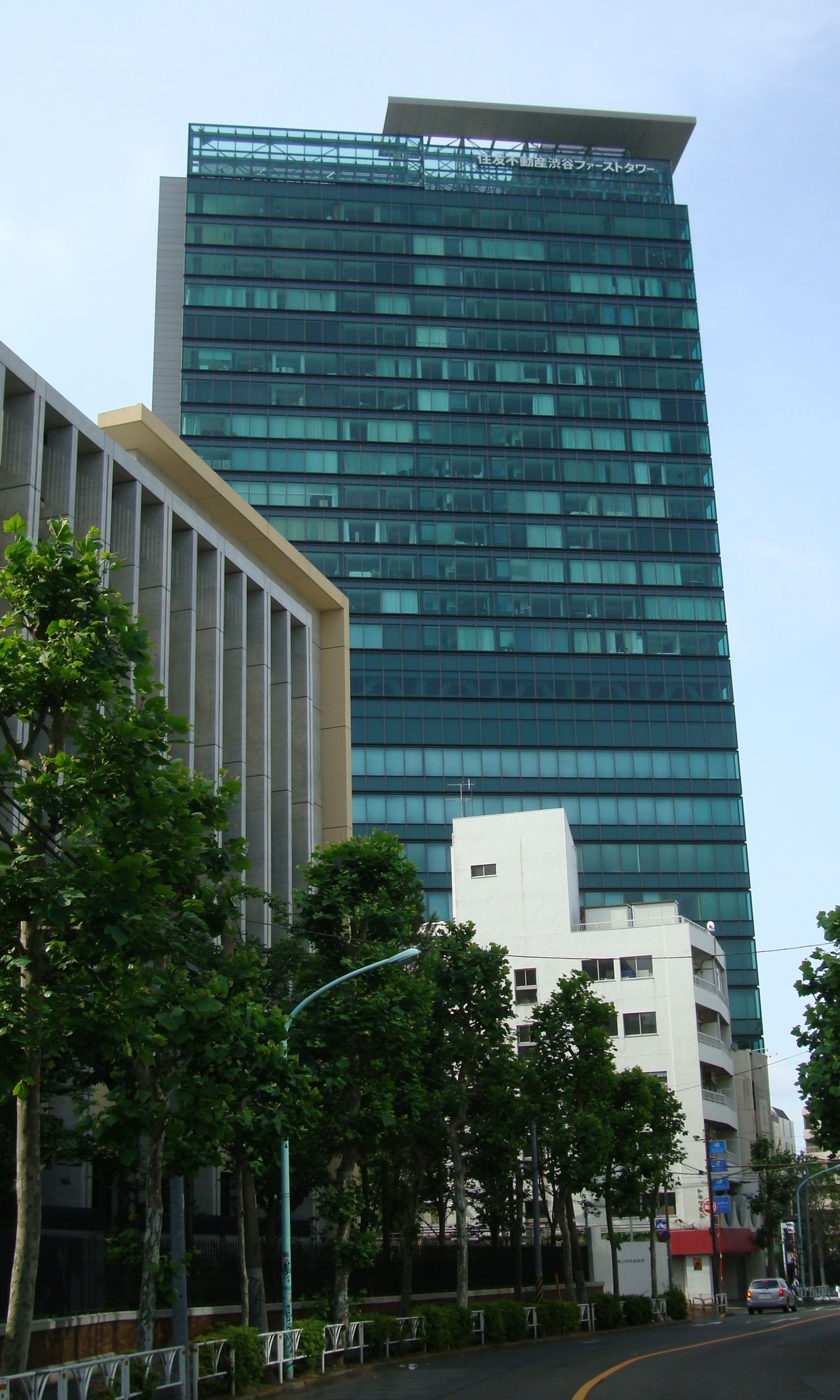
مقر شركة ميكسي

محور إختمام ميكسي هو مجتمع الترفيه، واللقاء بأشخاص جدد بناءًا على الإهتمامات المشتركة. بإمكان المستخدمين إستقبال وإرسال الرسائل، كتابة اليوميات، القراءة والتعليق على يوميات الأخرين، تنظيم والإنضمام لمجتمعات، ودعوة أصدقائهم. وتفيد الأبحات أن بعض المستخدمين، وخاصة الإناث اليافعات، يحبذن استخدام ميكسي بشكل أكبر للإتصال بطرق خصوصية أكثر مع الأصدقاء المقربين، خاصةً على التقيض من التصورات للفيسبوك كشبكة إجتماعية للعامة أكثر.

## تاريخ
تمتعت ميكسي بنمو مطرد في قاعدة مستخدميها. في 2005، فاق عدد مستخدمي الموقع المليون مستخدم، وبعد أقل من عام، تحصل على أكثر من خمسة ملايين مستخدم. فاق عدد مستخدمي الموقع العشرة ملايين في فبراير 2007، وبحلول يوليو 2010، كان عدد المستخدمين يفوق 30 مليون. هذه الأرقام تضم الحسابات المزدوجة وكذا المحذوفة.

## حسابات المشاهير
في 2008، بدأت ميكسي «حسابات المشاهير» حيث خوّل المشاهير في خدمة الشبكة الإجتماعية تخطّي حاجز حد الألف صديق المفروض من الخدمة. عدة شخصيات عامة شهيرة  امتلكت «حسابات مشاهير» مثل الممثلة، العارضة، والمغنية آنا تسوشيا، ومغني الراب والمنتج شينغ02، ومعبودة أكيهابارا هاروكو موموي وعدد لا يحصى من مشاهير أخرين. 

## شروط الاستخدام
في أوائل 2008، ميكسي أطلقت خطة لمراجعة شروط الاستخدام خاصتها. التغييرات، والتي كان من المفترض أن تصبح نافذة بحلول غرة أبريل 2008، ضمّ فقرة تبدو أنها منحت لميكسي ملكية لا محدودة لكل المحتوى المشئ من قبل المستخدمين. خاصةً، التغييرات المقترحة للبند 18 الذي ينص:
«بنشرك معلومات، بما فيها اليوميات والإعجاب، بهذه الخدمة، يمنح المستخدمون الخدمة الحق غير المشروط لإستخدام المعلومات المصرحة (سواء كان ذلك في شكل من أشكال الاستنساخ والنشر والتوزيع والترجمة، والتعديل أو ما شابه ذلك) دون تعويض.»
في ديسمبر 2008، ميكسي أحبطت استخدام الموقع للمواعدة، بحظر المستخدمين من’’إستخدام ميكسي أساسًا للإلتقاء الغرباء من الجنس الآخر‘‘.

## روابط إضافية
- الموقع الرسمي (محمول) (اليابانية)
- موقع شركة ميكسي (اليابانية)
- نظرة عامة باللغة الإنجليزية - نظرة عامة، حول ميكسي، ومكتبة آي آر
- مقابلة مع المتحدث الرسمي باسم ميكسي، اليابان اليوم، 9/28/2011 (الإنجليزية)